# Alexandra Malloy
Alexandra Lindsay „Andie“ Malloy (* 16. April 1994 in Dallas) ist eine US-amerikanische Volleyballspielerin.

## Karriere
Malloy begann ihre Karriere an der Lovejoy High School in Lucas. Ab 2012 studierte sie an der heimischen Baylor University und spielte im Universitätsteam Bears. 2016 wechselte sie zur University of Nebraska. 2017 wurde die Außenangreiferin vom deutschen Bundesligisten VfB 91 Suhl verpflichtet. Zur Saison 2018/19 wechselte sie nach Finnland zu Nurmon Jymy.